# Бингэм, Джордж, 8-й граф Лукан
Джордж Чарльз Бингэм, 8-й граф Лукан (англ. George Charles Bingham, 8th Earl of Lucan; род. 21 сентября 1967) — британский наследственный пэр, титулованный лорд Бингэм с 1967 по 2016 год.

## Происхождение и ранняя жизнь
Джордж Чарльз Бингэм, 8-й граф Лукан, родился 21 сентября 1967 года. Единственный сын Ричарда Джона Бингхэма, 7-го графа Лукана (1934—2016), и Вероники Мэри Дункан (1937—2017).
Он является потомком Джорджа Бингэма, 3-го графа Лукана (1800—1888), которого помнят за его роль в Крымской войне, возглавляя кавалерийскую дивизию, которая включала тяжелую бригаду и легкую бригаду, последняя из которых была вовлечена в Атаку легкой бригады. Бингэмы — англо-ирландская аристократическая семья.
Лорд Лукан получил образование в Итонском колледже и Тринити-холле в Кембридже. Он женился на Анне-Софи Фогсгаард (известной как «Фи»; род. 1977) в Сент-Джордж, Ганновер-сквер, Лондон, 14 января 2016 года. Она дочь датского промышленника Ларса Фогсгаарда, бывшего владельца поместья Спотт в Ист-Лотиане, Шотландия. У них двое детей:
- Леди Дафна Бингэм (род. 2017)
- Чарльз Ларс Джон Бингэм, лорд Бингэм (род. 2020)[1][2] .

Леди Лукан-модельер. У лорда Лукана есть две сестры: леди Фрэнсис Бингхэм (род. 1964) и леди Камилла Блох (род. 1970), которая вышла замуж за Майкла Блоха в 1998 году.
Отец Лукана, 7-й граф, исчез в ноябре 1974 года после убийства семейной няни Сандры Риветт. 8-й граф и его сестра леди Камилла не уверены, что их отец был ответственен за смерть Сандры Риветт.

## Наследование
В 1990-х годах Реестр завещаний (подразделение Высокого суда) разрешил 7-му графу Лукану быть приведенным к присяге его попечителями, и семья получила завещание на его имущество в 1999 году, но свидетельство о смерти не было выдано . В 1998 году Джордж Чарльз Бингэм, опираясь на показания под присягой всей своей семьи, кроме матери, и столичной полиции, подал заявление о том, что его отец будет объявлен мертвым в Палате лордов. Лорд-канцлер, лорд Ирвин из Лейрга, решил, что не может выдать Бингэму приказ о вызове в лорды без свидетельства о смерти его отца. В октябре 2015 года, через двенадцать месяцев после вступления в силу Закона о презумпции смерти 2013 года, Джордж Бингэм потребовал, чтобы его отец был объявлен мертвым в Главном бюро регистрации (GRO), которое выдает свидетельства о смерти; в этом случае было необходимо подать заявление в Высокий суд. 3 февраля 2016 года судья объявил, что GRO может выдать сертификат, позволяющий Джорджу Бингэму наследовать титулы.
23 мая 2016 года лорд Лукан официально подал прошение в Палату лордов о признании его правопреемства. 7 июня Палата лордов заявила, что он подтвердил свои претензии на титулы, и ему было приказано внести его в реестр наследственных пэров, который ведется в связи с Законом о Палате лордов 1999 года, в силу его дополнительного титула барон Бингэм в Пэрство Соединенного Королевства . По состоянию на март 2018 года он не участвовал во внутренних дополнительных выборах лордов для замены 92 избираемых наследственных пэров-представителей (в случае их выхода на пенсию или смерти).